# لوان کوشادزه
لوان کوشادزه (اوکراینی: Леван Кошадзе؛ زادهٔ ۱۸ ژانویهٔ ۱۹۹۳) بازیکن فوتبال اهل اوکراین است.
از باشگاه‌هایی که در آن بازی کرده‌است می‌توان به باشگاه فوتبال دیلا گوری اشاره کرد.
وی همچنین در تیم ملی فوتبال Georgia U-17 بازی کرده‌است.